# 11月16日
11月16日（じゅういちがつじゅうろくにち）は、グレゴリオ暦で年始から320日目（閏年では321日目）にあたり、年末まであと45日ある。

## できごと

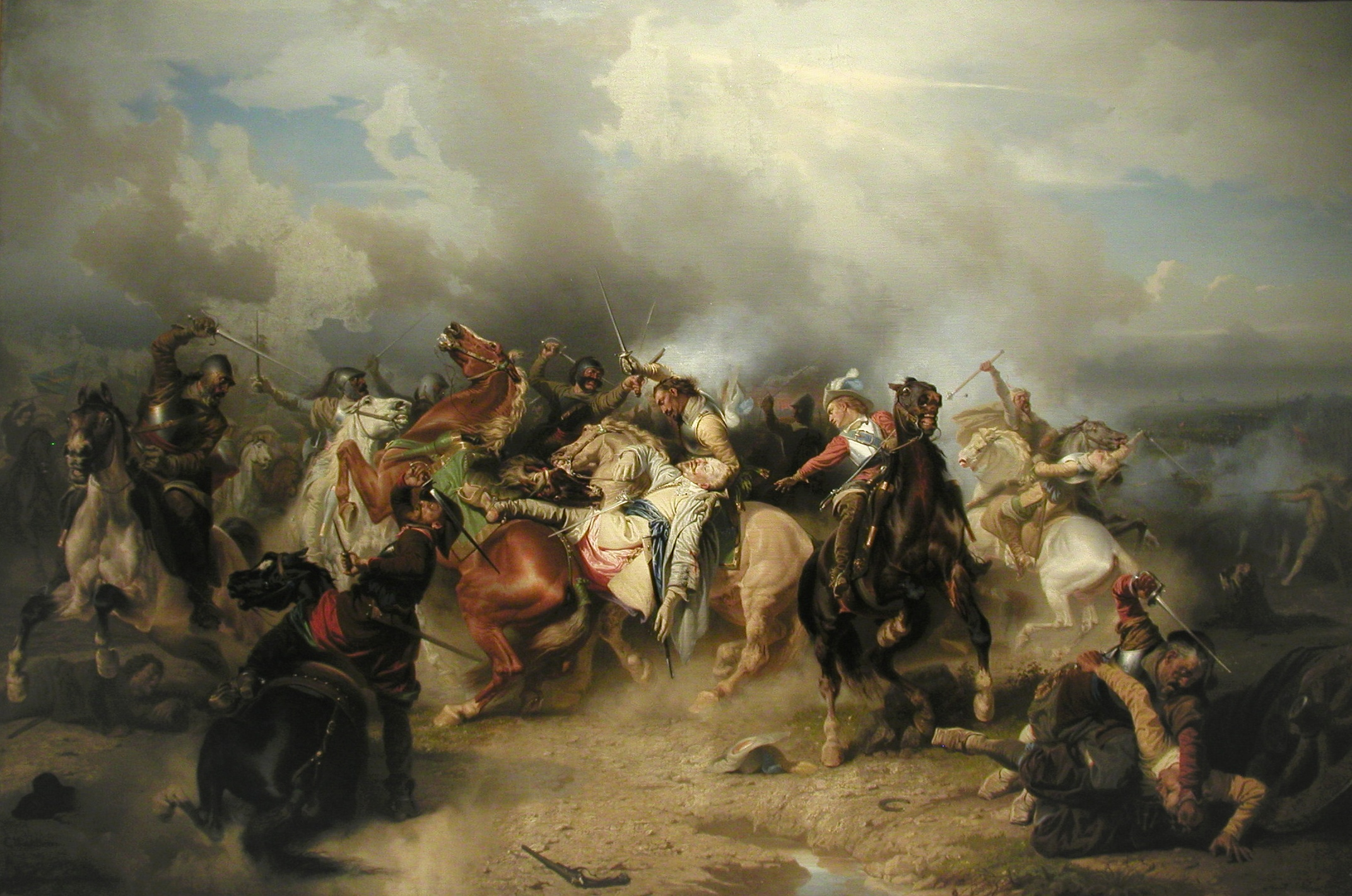
リュッツェンの戦い(1632)。“北方の獅子”グスタフ2世アドルフ戦死。

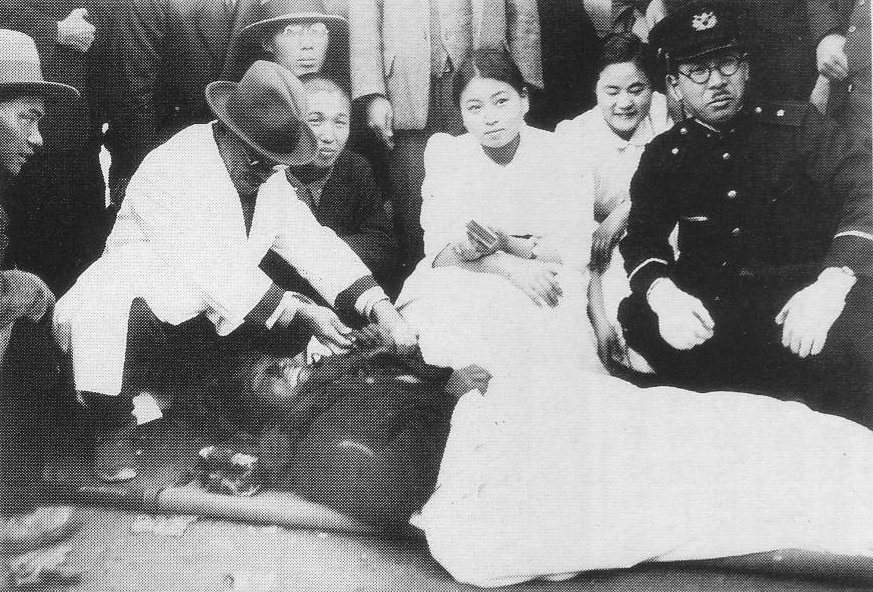
工場の煙突頂上に6日間立てこもった“煙突男”こと田辺潔(1930)。

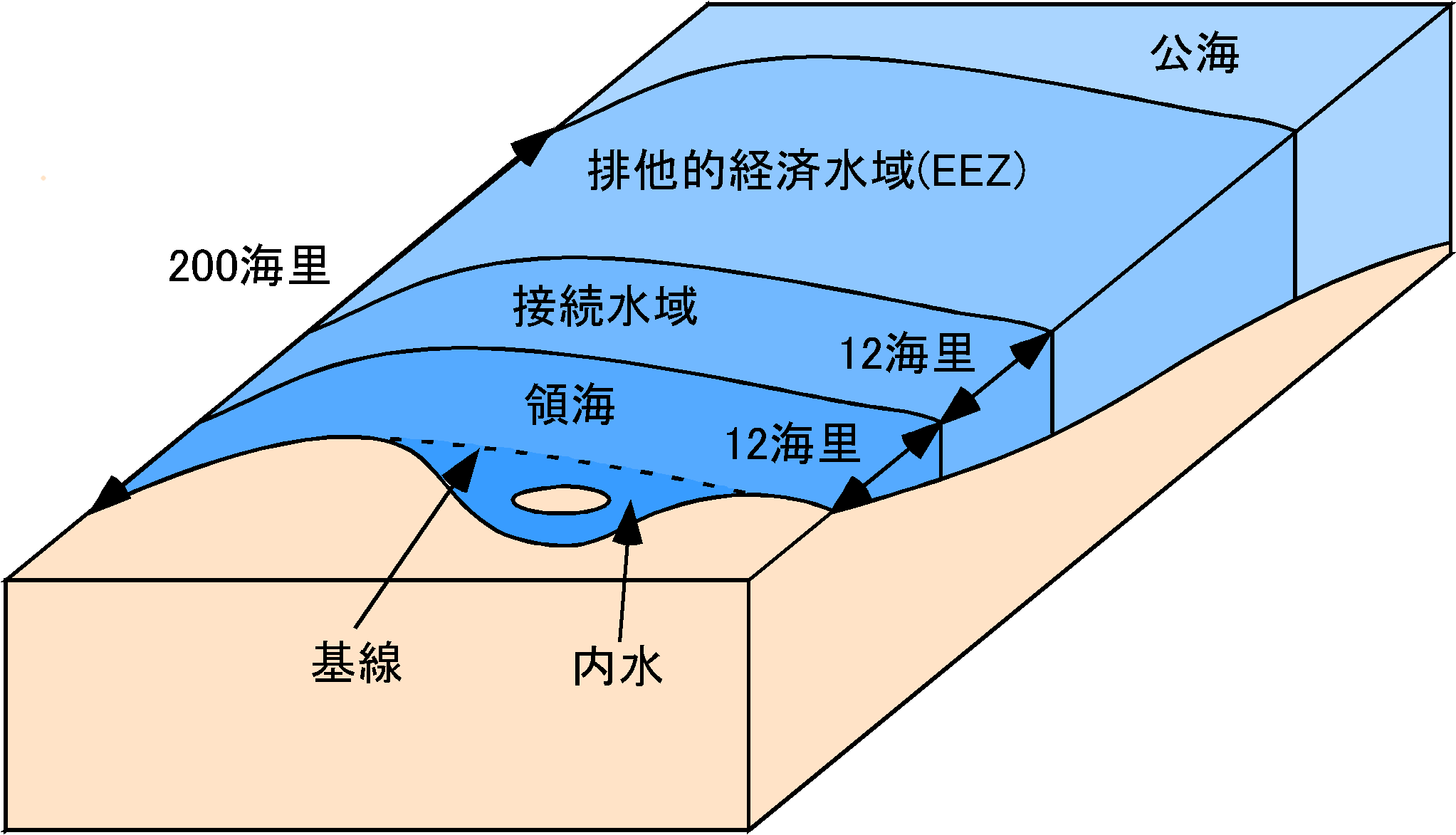
国連海洋法条約発効(1994)。排他的経済水域の制度創設。

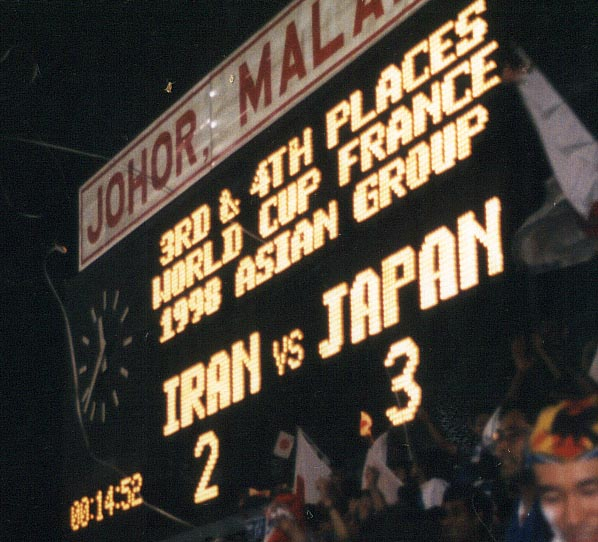
ジョホールバルの歓喜(1997)。

- 534年 - 東ローマ皇帝ユスティニアヌス1世が編纂させた新勅法彙纂が公布。
- 1632年（ユリウス暦11月6日） - 三十年戦争: リュッツェンの戦い
- 1821年 - 西部開拓時代: ウィリアム・ベックネルが西部の交易路・サンタフェ・トレイルを開く。
- 1849年 - フョードル・ドストエフスキーに対し死刑判決。後に執行直前に特赦によりシベリア流刑に減刑。
- 1874年 - ドーラ・E・スクーンメーカーが学校法人青山学院の前身である「女子小学校」を創設。
- 1876年 - 東京女子師範学校附属幼稚園（現・お茶の水女子大学附属幼稚園）開園。日本初の官立幼稚園。
- 1885年 - カナダの反乱指導者ルイ・リエルが処刑される。
- 1899年 - フランスが清から広州湾一帯（広州湾租借地）を99箇年租借することを定めた「中仏互訂広州湾租界条約」を締結。
- 1907年 - オクラホマ準州とインディアン準州がオクラホマ州としてアメリカ合衆国46番目の州となる。
- 1908年 - 東京市立日比谷図書館（千代田区立日比谷図書文化館。2011年に閉館。）の開館式が行われる[1]。
- 1910年 - 横浜市元町にて洋菓子店の不二家が創業。
- 1911年 - 辛亥革命鎮圧のため、袁世凱が清の第2代内閣総理大臣に就任。
- 1913年 - マルセル・プルーストの『失われた時を求めて』第1巻刊行。全13巻刊行までに14年。
- 1914年 - アメリカ合衆国の各連邦準備銀行 (FRB) が営業を開始。
- 1915年 - 長崎電気軌道が、病院下（現・大学病院）〜 築町（現・新地中華街）間で開業。
- 1938年 - スイス人化学者アルバート・ホフマンがLSDを初めて合成。
- 1920年 - カンタス航空設立。
- 1930年 - 富士瓦斯紡績川崎工場の労働争議で男が40メートルの煙突に昇り演説を行う（煙突男）。6日後に工場側が妥協し、130時間ぶりに地上に降りる。
- 1934年 - 群馬県桐生市で昭和天皇誤導事件。
- 1939年 - アル・カポネがアルカトラズ刑務所から釈放。
- 1940年 - 第二次世界大戦: 2日前のドイツ軍によるコヴェントリー空襲（英語版）に対し、イギリス空軍がハンブルクを爆撃。
- 1940年 - ナチスがワルシャワ・ゲットーを封鎖。
- 1945年 - 国際連合教育科学文化機関（ユネスコ）創立総会で「ユネスコ憲章」採択。翌年11月4日に発効。
- 1945年 - 天井が焼け落ちた両国国技館で、戦後初の大相撲本場所興行始まる[2]。
- 1945年 - 日本進歩党結成。
- 1946年 - 内閣が「現代かなづかい」と「当用漢字表」1850字を告示。
- 1957年 - エド・ゲインによる連続猟奇殺人事件が発覚。
- 1965年 - ソ連が史上初の金星表面着陸を目指した宇宙探査機「ベネラ3号」を打ち上げ。
- 1972年 - 世界遺産条約がユネスコ総会で採択。
- 1973年 - スカイラブ計画: NASAが宇宙船「スカイラブ4号」を打ち上げ。
- 1979年 - ブカレスト地下鉄の最初の開業区間、M1号線ティンプリ・ノイ - セマナトアラ6.2 kmが開業。
- 1979年 - 北九州市病院長殺害事件: 同年11月4日から行方不明になっていた福岡県北九州市小倉北区の病院長（当時61歳）が、大分県の国東半島沖でバラバラ死体となって発見される[3]。
- 1984年 - 世田谷局ケーブル火災発生。
- 1985年 - 国鉄から運営移管された明知鉄道明知線が開業。
- 1993年 - ソニー・コンピュータエンタテインメント設立。
- 1994年 - 国連海洋法条約発効。
- 1997年 - サッカー日本代表が、W杯フランス大会に向けたアジア第3代表決定戦でイラン代表に勝利し、W杯初出場を決める（ジョホールバルの歓喜）。
- 2000年 - 米大統領ビル・クリントンが米大統領ではベトナム戦争終戦後初めてベトナムを訪問。
- 2001年 - マイクロソフトのOSソフト・Windows XP発売。
- 2004年 - NASAの無人極超音速実験機X-43が航空機の最大速度記録であるマッハ9.68を記録。
- 2006年 - NHKが国際宇宙ステーション (ISS) からの世界初となるハイビジョン宇宙中継を実施。
- 2018年 - アメリカ合衆国サイバーセキュリティ・社会基盤安全保障庁設立[4][5]。
- 2020年 - ダウ平均株価が場中最高値を記録（29,964.29）。

## 誕生日

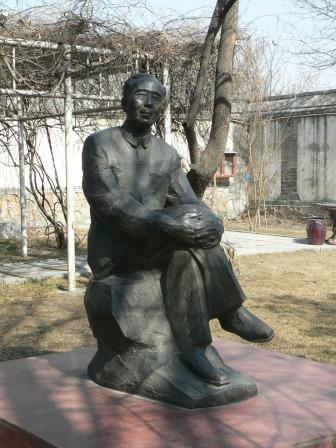
中国近代文学の先駆者、郭沫若(1892-1978)誕生。

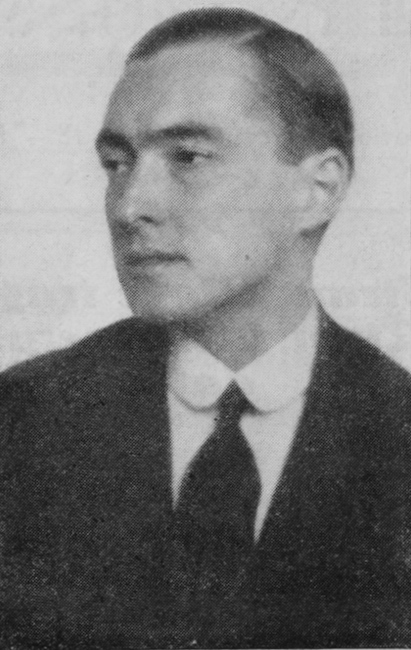
汎ヨーロッパ主義を提唱し、欧州連合構想の先駆けとなったリヒャルト・クーデンホーフ＝カレルギー(1894-1972)誕生。クーデンホーフ光子の次男。

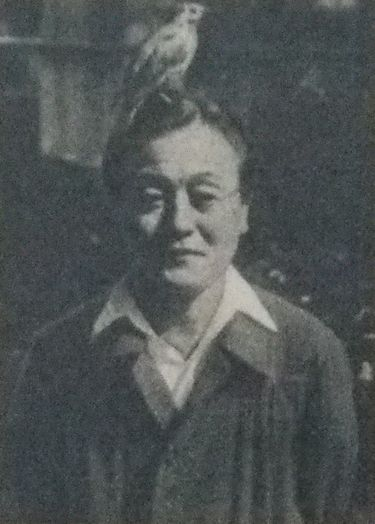
日本野鳥の会創立者にして歌人、中西悟堂(1895-1984)誕生。

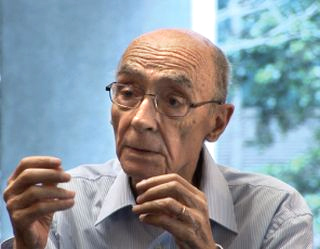
ポルトガルの小説家、ジョゼ・サラマーゴ(1922-2010)誕生。ルゾフォニア(ポルトガル語圏)初のノーベル文学賞受賞者。

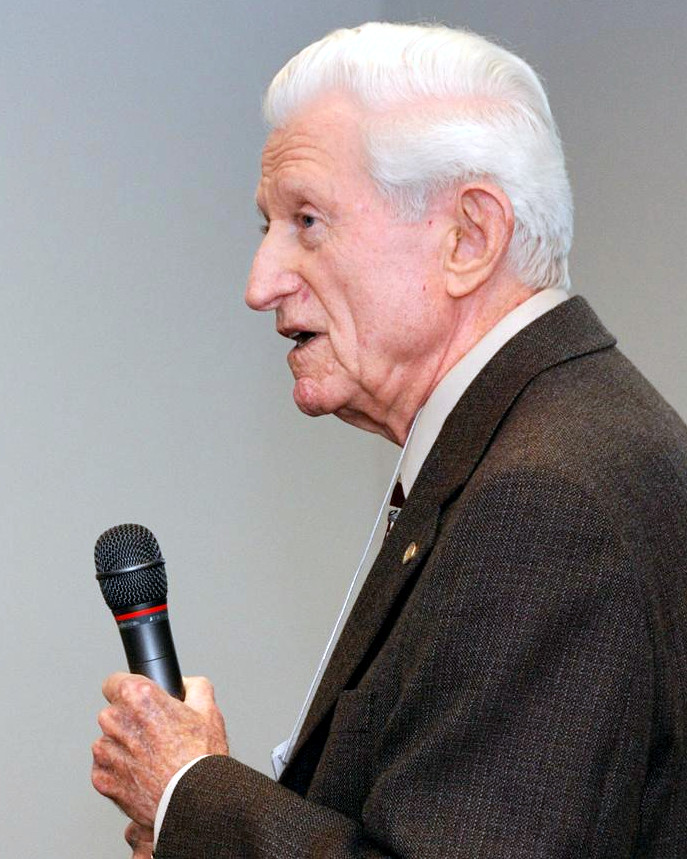
System/360を設計したアメリカのコンピュータアーキテクト、ジーン・アムダール(1922-2015)誕生。

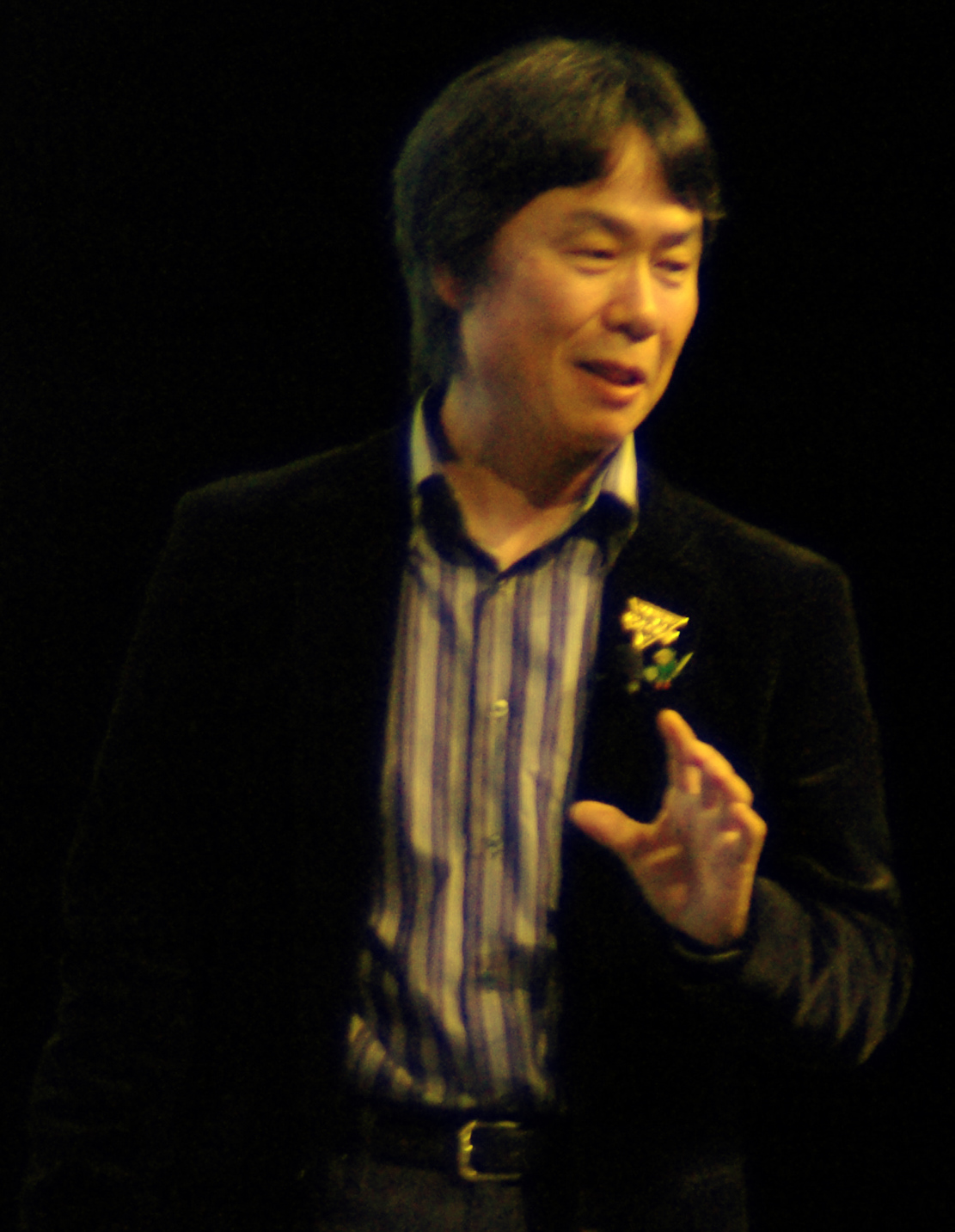
ゲームクリエイター、宮本茂(1952-)誕生。

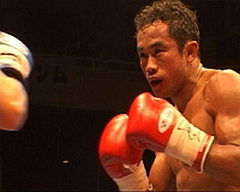
タイ王国の英雄的ムエタイ選手にしてプロボクサー、ウィラポン・ナコンルアンプロモーション(1968-)誕生。

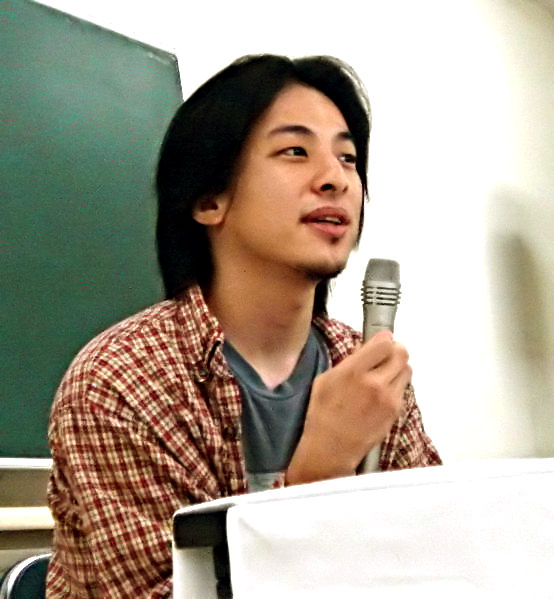
2ちゃんねる開設者、西村博之(1976-)誕生。

- 紀元前42年 - ティベリウス、第2代ローマ皇帝（+ 37年）
- 1766年 - ロドルフ・クレゼール、ヴァイオリニスト、作曲家、指揮者（+ 1831年）
- 1770年 - エティエンヌ・ピヴェール・ド・セナンクール、小説家（+ 1846年）
- 1836年 - カラカウア、ハワイ王国第7代国王（+ 1891年）
- 1843年（天保14年閏9月25日） - 田中光顕、陸援隊幹部、陸軍少将、宮内大臣（+ 1939年）
- 1848年（嘉永元年10月21日） - 内貴甚三郎、実業家、政治家、初代官選京都市長（+ 1926年）
- 1854年（嘉永7年9月26日） - 林泰輔、漢学者（+ 1922年）
- 1872年（明治5年10月16日） - 渋沢篤二、実業家（+ 1932年）
- 1883年 - 米原章三、実業家、政治家、元日本海新聞社社長・日本海テレビジョン放送会長・日ノ丸総本社社長（+ 1967年）
- 1888年 - 石田退三、実業家、元豊田自動織機製作所（現豊田自動織機）社長・トヨタ自動車工業（現トヨタ自動車）社長（+ 1979年）
- 1892年 - 郭沫若、政治家、文学者、詩人、歴史家（+ 1978年）
- 1892年 - タツィオ・ジョルジョ・ヌヴォラーリ、レーサー（+ 1953年）
- 1893年 - クリストバル・トリエンテ、元野球選手（+ 1938年）
- 1894年 - リヒャルト・クーデンホーフ＝カレルギー、政治家（+ 1972年）
- 1895年 - パウル・ヒンデミット、作曲家（+ 1963年）
- 1895年 - 中西悟堂、野鳥研究家、歌人（+ 1984年）
- 1896年 - ローレンス・ティベット、バリトン歌手（+ 1960年）
- 1896年 - オズワルド・モズリー、ファシズム運動指導者（+ 1980年）
- 1896年 - 津川主一、日本基督教団の牧師、教会音楽家（+ 1971年）
- 1897年 - 大倉三郎、政治家（+ 1982年）
- 1901年 - 近藤鶴代、政治家（+ 1970年）
- 1905年 - 矢橋六郎、洋画家、実業家（+ 1988年）
- 1905年 - 伊藤鈴三郎、実業家、元松坂屋社長（+ 1986年）
- 1906年 - 岩下俊作、小説家（+ 1980年）
- 1908年 - 安藤鶴夫、小説家（+ 1969年）
- 1908年 - バージェス・メレディス、俳優（+ 1997年）
- 1908年 - レイモン・ペイネ、画家（+ 1999年）
- 1909年 - まど・みちお、詩人（+ 2014年）
- 1910年 - 菊川多賀、日本画家（+ 1991年）
- 1913年 - 山口良忠、裁判官（+ 1947年）
- 1914年 - 野口三千三、体操学者、東京芸術大学名誉教授（+ 1998年）
- 1915年 - 片野饗一、銀行家（+ 2002年）
- 1915年 - 小阪三郎、元プロ野球選手（+ 1992年）
- 1917年 - 木下是雄、物理学者（+ 2014年）
- 1922年 - ジョゼ・サラマーゴ、作家、ジャーナリスト（+ 2010年）
- 1922年 - ジーン・アムダール、コンピュータアーキテクト、企業家（+ 2015年）
- 1926年 - 荒巻淳、元プロ野球選手（+ 1971年）
- 1928年 - 磯見辰典、西洋史学者（+ 2017年）
- 1930年 - チヌア・アチェベ、小説家（+ 2013年）
- 1933年 - 高畠通敏、政治学者（+ 2004年）
- 1934年 - 井上ひさし、小説家、劇作家（+ 2010年）
- 1936年 - 石川良照、元プロ野球選手（+ 2022年）
- 1937年 - 7代目杵屋巳太郎、三味線奏者、人間国宝（+ 2022年）
- 1941年 - 坂田栄一郎、写真家
- 1942年 - マリア・ジェリネク、フィギュアスケート選手
- 1943年 - ヘンリー広瀬、音楽プロデューサー、ギタリスト、キーボーディスト
- 1944年 - 若生和也、元プロ野球選手
- 1945年 - 泉嘉郎、元プロ野球選手
- 1946年 - 高橋岩和、経済法学者、明治大学名誉教授
- 1950年 - 来生たかお、ミュージシャン
- 1950年 - 舞野健司、元プロ野球選手
- 1951年 - 亜月裕、漫画家
- 1951年 - オール巨人、漫才師（オール阪神・巨人）
- 1951年 - 折原一、小説家
- 1952年 - 宮本茂、ゲームクリエイター
- 1953年 - 木村伊量、ジャーナリスト、元朝日新聞社社長
- 1954年 - 斉藤敏豪、演出家
- 1955年 - 平野正人、声優
- 1955年 - 國村隼、俳優
- 1955年 - 松下誠、ギタリスト、アレンジャー
- 1955年 - 佐藤敏彦、実業家、第9代シチズン時計社長
- 1957年 - 神尾直子、女優、スーツアクター
- 1958年 - 赤羽根義章、日本語学者（+ 2005年）
- 1958年 - 加瀬慎一、俳優
- 1958年 - 原口次夫、元騎手、調教師
- 1961年 - 5代目常磐津文字兵衛、三味線奏者
- 1962年 - 山野井仁、声優
- 1962年 - 佐藤多佳子、小説家
- 1962年 - 水野優、翻訳家、チェスプレーヤー
- 1963年 - 石橋祐、俳優
- 1963年 - 伊東恵里、女優、声優、歌手
- 1963年 - 有吉玉青、小説家、エッセイスト
- 1963年 - 山添三千代、元女優
- 1964年 - 二谷友里恵、実業家、元女優
- 1964年 - 松原靖、元プロ野球選手
- 1964年 - ドワイト・グッデン、元プロ野球選手
- 1964年 - 大順将弘、元プロ野球選手
- 1965年 - 桐生コウジ、俳優
- 1966年 - クリスチャン・ロレンツ、音楽家
- 1968年 - 五十嵐いづみ、元女優
- 1968年 - 高橋"Jr."知治、ミュージシャン、ベーシスト
- 1968年 - ウィラポン・ナコンルアンプロモーション、プロボクサー、ムエタイ選手
- 1968年 - クリス・ヘイニー、元プロ野球選手
- 1969年 - ピート・ローズ・ジュニア、元プロ野球選手
- 1970年 - モブ・ノリオ、小説家
- 1970年 - LiLiCo、タレント、歌手、映画コメンテーター
- 1971年 - ムスタファ・ハッジ、サッカー選手
- 1972年 - みつみ美里、原画家、グラフィッカー、イラストレーター
- 1972年 - 屋根真樹、俳優
- 1972年 - ミッシー・パイル、女優
- 1972年 - ひふみかおり、歌手、女優（+ 2016年）
- 1973年 - カラスヤサトシ、漫画家
- 1973年 - 杉山マルコス、バレーボール選手
- 1974年 - 松田匡司、元プロ野球選手
- 1974年 - ポール・スコールズ、元サッカー選手
- 1974年 - マウリツィオ・マルガリオ、フィギュアスケート選手
- 1975年 - 内田有紀、女優、歌手
- 1975年 - 三浦誠己、俳優
- 1976年 - 西村博之、実業家、2ちゃんねる管理人
- 1976年 - 稲垣飛鳥、料理研究家、フルート奏者
- 1976年 - 坂本豪大、元スキーモーグル選手
- 1976年 - 黄斗聖、元プロ野球選手
- 1977年 - 松田樹里、ファッションモデル
- 1977年 - 木暮太一、作家
- 1977年 - オクサナ・バイウル、フィギュアスケート選手
- 1977年 - マキシム・スタビスキー、フィギュアスケート選手
- 1978年 - 村上祐子、記者、元アナウンサー
- 1978年 - 永山たかし、俳優
- 1978年 - 谷原秀人、プロゴルファー
- 1979年 - 村井美樹、女優
- 1979年 - 川井梅香、元バレーボール選手
- 1980年 - 小島よしお、お笑い芸人
- 1980年 - 井元由香、元女優、元アイドル
- 1981年 - 西原翔吾、俳優、声優
- 1981年 - 三浦アキフミ、俳優
- 1981年 - 河井青葉、女優
- 1981年 - 高山久、元プロ野球選手
- 1981年 - フェルナンド・カブレラ、プロ野球選手
- 1982年 - ノニト・ドネア、プロボクサー
- 1983年 - 大西麻恵、女優
- 1983年 - 谷岡恵里子、アナウンサー
- 1984年 - 豊響隆太、元大相撲力士、15代年寄山科
- 1984年 - 玉鷲一朗、大相撲力士
- 1985年 - 西山茉希、モデル
- 1985年 - 山本早織、実業家、元グラビアアイドル
- 1985年 - 千紗、元歌手（元GIRL NEXT DOOR）
- 1985年 - マシュー・ウィルキンソン、フィギュアスケート選手
- 1985年 - サンナ・マリン、政治家、フィンランド首相
- 1986年 - 枝村匠馬、サッカー選手
- 1986年 - 高地優名、グラビアアイドル
- 1986年 - 紗栄子、タレント、女優
- 1987年 - にしむらまや、声優
- 1987年 - ネルソン・ペレス、プロ野球選手
- 1988年 - 上田初美、女流棋士 (将棋)
- 1988年 - まる子、元お笑い芸人
- 1988年 - 宮田和希、元プロ野球選手
- 1988年 - 髙橋朋己、元プロ野球選手
- 1988年 - 髙橋萌木子、元陸上競技選手
- 1989年 - 大江裕、演歌歌手
- 1989年 - 謝依旻、女流棋士 (囲碁)
- 1990年 - 矢田悠祐、俳優
- 1990年 - 豊澤瞳、タレント、モデル、ラジオパーソナリティ
- 1990年 - Reina＋World、ンガーソングライター、タレント、モデル
- 1990年 - 宮下兼史鷹、お笑い芸人（宮下草薙）
- 1990年 - 平山友梨香、スキージャンプ選手
- 1990年 - 土肥寛昌、元プロ野球選手
- 1990年 - 坂本一将、元プロ野球選手
- 1991年 - 河西智美、タレント（元AKB48）
- 1991年 - 林沙奈恵、タレント、グラビアアイドル
- 1991年 - 青谷優衣、ファッションモデル
- 1991年 - ディッキー・ジョー・ソン、元プロ野球選手
- 1992年 - 西川瑞希、ファッションモデル
- 1992年 - 橋本尚武、実業家、データサイエンティスト
- 1992年 - 三木有、漫画家
- 1992年 - 根本望央、サッカー選手
- 1992年 - 山下斐紹、元プロ野球選手
- 1992年 - チェスラー・カスバート、プロ野球選手
- 1993年 - 森下雅也、 お笑い芸人（ピンキーワッフル）
- 1994年 - 結城香織、アナウンサー、タレント
- 1995年 - ノア・グレイ＝ケイビー、俳優、ピアニスト
- 1996年 - 新田真剣佑、俳優
- 1996年 - 佐藤詩織、アーティスト（元欅坂46）
- 1996年 - 甲斐野央、プロ野球選手
- 1996年 - 搗宮姫奈、女優
- 1997年 - 福田光輝、プロ野球選手
- 1997年 - 片岡奨人、元プロ野球選手
- 1997年 - ブルーノ・ギマランイス、サッカー選手
- 1998年 - 稲葉美咲、元アイドル（アイドルカレッジ）
- 1999年 - 谷本安美、アイドル（つばきファクトリー）
- 1999年 - 古田敬郷、アナウンサー
- 2007年 - ドルーリー朱瑛里、陸上競技選手
- 生年不詳 - 淺沼海、声優
- 生年不詳 - 神保巴、声優
- 生年不詳 - 高岡香、声優
- 生年不詳 - 澤田姫、声優
- 生年不詳 - 桃森ミヨシ、漫画家
- 生年不詳 - -hotoke-、歌い手（いれいす）
- 生年不詳 - MARINA、歌手、モデル（ROZE）

## 忌日

### 人物
- 1093年 - マーガレット・オブ・スコットランド、スコットランド王マルカム3世の王妃（* 1045年頃）
- 1272年 - ヘンリー3世、イングランド王（* 1207年）
- 1322年 - ナスル、ナスル朝スルターン（* 1287年）
- 1328年（嘉暦3年10月14日） - 久明親王、鎌倉幕府第8代将軍（* 1276年）
- 1625年 - ソフォニスバ・アングイッソラ、画家（* 1532年）
- 1632年 - グスタフ2世アドルフ、スウェーデン王（* 1594年）
- 1724年 - ジャック・シェパード、泥棒（* 1702年）
- 1766年 - ドミニクス・ツィンマーマン（英語版）、建築家（* 1685年）
- 1779年 - ペール・カルム、博物学者、探検家（* 1716年）
- 1797年 - フリードリヒ・ヴィルヘルム2世、プロイセン王国国王（* 1744年）
- 1780年 - ニコラ＝ジョゼフ＝ローラン・ジルベール（英語版）、詩人（* 1750年）
- 1831年 - テオドロ・マッティーニ、画家（* 1753年）
- 1831年 - カール・フォン・クラウゼヴィッツ、軍事思想家（* 1780年）
- 1836年 - クリスティアーン・ヘンドリク・ペルズーン、菌類学者（* 1761年）
- 1849年 - エティエンヌ・バルテルミー・ガルニエ（フランス語版）、画家（* 1759年）
- 1885年 - ルイ・リエル、メティの反乱指導者（* 1844年）
- 1893年 - エリザベス・オークス・スミス（英語版）、詩人、小説家、編集者（* 1806年）
- 1903年 - カミロ・ジッテ、建築家、画家、都市計画家、都市計画学者（* 1843年）
- 1907年 - ロベルト1世、パルマ公（* 1848年）
- 1914年 - 押川春浪、作家（* 1876年）
- 1930年 - 田健治郎、官僚、華族、政治家（* 1855年）
- 1934年 - カール・フォン・リンデ、技術者（* 1842年）
- 1942年 - ヨーゼフ・シュミット、テノール歌手（* 1904年）
- 1944年 - マーガレット・レスリー・ブッシュ＝ブラウン、画家（* 1857年）
- 1949年 - ハロルド・E・パーマー、言語教育、音声学者（* 1877年）
- 1952年 - シャルル・モーラス、思想家、アクション・フランセーズ指導者（* 1868年）
- 1956年 - 鳳谷五郎、大相撲第24代横綱（* 1887年）
- 1960年 - クラーク・ゲーブル、俳優（* 1901年）
- 1962年 - 瀧川幸辰、法学者、元京都大学総長（* 1891年）
- 1971年 - イーディ・セジウィック、女優、ファッションモデル（* 1943年）
- 1974年 - ウォルサー・マイスナー、物理学者（* 1882年）
- 1976年 - 河本にわ、スーパーセンテナリアン（* 1863年）
- 1977年 - ホセ・アコスタ 、プロ野球選手（* 1891年）
- 1977年 - 植竹圓次、ジャーナリスト、政治家、第16～18代八王子市長（* 1901年）
- 1979年 - 斎藤一郎、作曲家（* 1909年）
- 1981年 - 鍋島直紹 、科学技術庁長官、佐賀県知事（* 1912年）
- 1982年 - 吉田実、政治家、元旧大島村長（現・射水市）、富山県知事（* 1910年）
- 1984年 - 4代目三遊亭圓馬、落語家（* 1899年）
- 1984年 - レナード・ローズ、チェリスト（* 1918年）
- 1985年 - オマイラ・サンチェス、ネバドデルルイス火山の噴火で犠牲になったコロンビア女性（* 1972年）
- 1986年 - シオバン・マッケンナ（英語版）、女優（* 1922年）
- 1987年 - 服部正利、元騎手・調教師（* 1930年）
- 1989年 - ローズ・マーフィ、ジャズピアニスト、歌手（* 1913年）
- 1990年 - 原乙未生、軍人、陸軍中将（* 1895年）
- 1991年 - グスタフ・ヴェッターストローム（英語版）、サッカー選手（* 1911年）
- 1991年 - 伊上勝、脚本家（* 1931年）
- 1992年 - 立松ふさ、声楽科、音楽教育者、武蔵野音楽大学名誉教授（* 1891年）
- 1993年 - ルチア・ポップ、ソプラノ歌手（* 1939年）
- 1993年 - ルチアーノ・リッジョ、マフィア（* 1925年）
- 1995年 - ジャック・フィニイ、SF作家、推理作家（* 1911年）
- 1997年 - ジョルジュ・マルシェ、フランス共産党書記長（* 1920年）
- 1997年 - 岡本勇、考古学者（* 1930年）
- 1998年 - 今井勇、政治家、第66代厚生大臣（* 1919年）
- 1998年 - ルドビク・ダネク、陸上競技選手（* 1937年）
- 1999年 - 小嶋仁八郎、元プロ野球選手（* 1921年）
- 1999年 - ダニエル・ネイサンズ、微生物学者（* 1928年）
- 2000年 - 室淳介、フランス文学者、翻訳家（* 1918年）
- 2001年 - トミー・フラナガン、ジャズピアニスト（* 1930年）
- 2003年 - アルバート・ノザキ（英語版）、美術監督（* 1912年）
- 2005年 - ドナルド・ワトソン（英語版）、菜食主義者、ヴィーガン協会共同設立者（* 1910年）
- 2005年 - ヘンリー・タウベ、化学者、ノーベル化学賞受賞者（* 1915年）
- 2005年 - 倉田地三、舞台俳優 （* 1917年）
- 2005年 - 常見昇、元プロ野球選手（* 1928年）
- 2006年 - ミルトン・フリードマン、経済学者、ノーベル経済学賞受賞者（* 1912年）
- 2006年 - 仲谷昇、俳優（* 1929年）
- 2007年 - ピエール・グラニエ＝デフェール（フランス語版）、映画監督（* 1927年）
- 2007年 - ジーン・ゴラブ、数学者（* 1932年）
- 2007年 - 沼沢洽治、英文学者、翻訳家、東京工業大学名誉教授（* 1932年）
- 2008年 - 谷口禎一、元外交官（* 1923年）
- 2009年 - 水の江瀧子、女優、映画プロデューサー、タレント（* 1915年）
- 2009年 - エドワード・ウッドワード、俳優（* 1930年）
- 2009年 - 中田昌宏、プロ野球選手（* 1935年）
- 2009年 - ジェフ・クライン、ジャズベーシスト（* 1937年）
- 2009年 - アントニオ・デ・ニグリス、サッカー選手（* 1978年）
- 2010年 - ブリトン・チャンス、生物物理学者（* 1913年)
- 2010年 - 森本雅樹、電波天文学者、東京大学・国立天文台名誉教授（* 1932年)
- 2012年 - 斎藤美和、女優（* 1927年）
- 2012年 - 野中のばら、漫画家（* 生年不詳）
- 2013年 - ビリー・ハードウィック（英語版）、ボウリング選手（* 1941年)
- 2013年 - 川田恵子、ラジオパーソナリティ（* 1958年）
- 2013年 - 坂東三津之助[6]、歌舞伎役者（* 1962年）
- 2014年 - 清川妙、作家（* 1921年）
- 2014年 - 片山明彦、俳優、元子役（* 1926年）
- 2014年 - 香原志勢、人類学者、立教大学名誉教授（* 1928年）
- 2014年 - 行待裕弘[7]、実業家、千趣会会長（* 1932年）
- 2014年 - キム・ジャオク、俳優（* 1951年）
- 2014年 - 諏訪美緒[8]、ファッションモデル（* 1990年）
- 2015年 - 岩間辰志、実業家、元サッポロホールディングス社長 (* 1939年)
- 2016年 - 奥野誠亮、内務官僚、政治家、第95代文部大臣、第39代法務大臣、第16代国土庁長官（* 1913年）
- 2016年 - ジェイ・フォレスター、コンピューター工学者（* 1918年）
- 2016年 - メルヴィン・レアード、政治家、第10代アメリカ合衆国国防長官（* 1922年）
- 2016年 - 佐藤一夫、政治家、元東京都国立市長（* 1947年）
- 2017年 - 金城真吉、アマチュアボクシング指導者（* 1944年）
- 2017年 - 元倉眞琴、建築家、東京芸術大学名誉教授（* 1946年）
- 2017年 - 鶴ひろみ、声優（* 1960年）
- 2018年 - ニック・テスタ、プロ野球選手（* 1928年）
- 2018年 - ウィリアム・ゴールドマン、作家、脚本家（* 1931年）
- 2018年 - 山澤逸平、経済学者、元国際大学学長、一橋大学名誉教授（* 1937年）
- 2018年 - 米倉弘昌、実業家、元住友化学社長、日本経済団体連合会名誉会長（* 1937年）
- 2019年 - 橋野純、アマチュア野球指導者（* 1947年）
- 2020年 - 桂信雄、政治家、元札幌市長（* 1930年）
- 2020年 - 石塚貢、官僚、元海洋科学技術センター理事長（* 1932年）
- 2020年 - ワリード・アル＝ムアッリム、政治家、外交官、元シリア副首相・外務大臣・在外居住者大（* 1941年）
- 2021年 - 重藤毅直、経営者、元日立造船社長（* 1936年）
- 2021年 - アレクサンドル・ロシュコフ、外交官、元駐日ロシア大使、ロシア外務次官（* 1943年）
- 2022年 - ミック・グッドリック、ジャズギタリスト、音楽教師（* 1945年）
- 2022年 - ニッキー・エイコックス、女優（* 1975年）
- 2023年 - ジョニー・グリーン、バスケットボール選手（* 1933年）
- 2023年 - A・S・バイアット、小説家（* 1936年）
- 2023年 - 近藤孝男、生物学者、名古屋大学名誉教授（* 1948年）
- 2023年 - 菊地創、作曲家、編曲家、音楽プロデューサー（eufonius）（* 1979年）

### 人物以外（動物など）
- 1990年 - ノーザンダンサー、競走馬（* 1961年）

## 記念日・年中行事
- 国際寛容デー
1996年12月の国連総会で制定された国際デーの一つ。1995年のこの日、ユネスコ総会で「寛容原則宣言」と「国連寛容年のためのフォローアップ計画」が採択されたことを記念。
- 幼稚園記念日（ 日本）
1876年11月16日、東京お茶の水に日本初の官立幼稚園である東京女子師範学校附属幼稚園（現在のお茶の水女子大学附属幼稚園）が開園したことを記念[9]。
- 録音文化の日（ 日本）
1878年11月16日、東京帝国大学理工学部の英国人お雇い外国人教授ジェイムズ・アルフレッド・ユーイングが、持参した蓄音機を使って日本初の録音・再生の実験を行なったことを記念し、日本記録メディア工業会（現在は解散）が制定。
- いいいろ塗装の日（ 日本）
日本塗装工業会が1998年に制定。「いい(11)いろ(16)」の語呂合せ。
- 源流の日（ 日本）
奈良県川上村が水源地を守る大切さを広めるため、条例とともに2016年に制定。2014年の源流の日には、全国豊かな海づくり大会の放流・歓迎行事が村で行われた[10]。